# Trattato di Campoformio
Il trattato di Campoformio è un trattato firmato il 17 ottobre 1797 (26 vendemmiaio dell'anno VI) dal generale Napoleone Bonaparte, comandante in capo dell'Armata d'Italia, e dal conte Johann Ludwig Josef von Cobenzl, in rappresentanza dell'Austria. Venne a confermare il trattato di Leoben del 18 aprile 1797.

## Descrizione
Il trattato sigillò il collasso della prima coalizione antifrancese e la conclusione vittoriosa della prima campagna d'Italia del generale Bonaparte. Una conseguenza di questo trattato fu la fine della Repubblica di Venezia. Lo Stato veneto veniva infatti ceduto, insieme all'Istria e alla Dalmazia, all'Arciducato d'Austria, che, in cambio, riconobbe la Repubblica Cisalpina. Alla Francia andavano inoltre tutte le isole Ionie (Corfù, Zante, Cefalonia, ecc.).
Nel trattato si stabiliva anche il nuovo assetto generale del Sacro Romano Impero, particolarmente per quel che riguardava gli Stati germanici sulla riva sinistra del Reno che sarebbero dovuti passare sotto il dominio francese insieme ai Paesi Bassi austriaci (odierno Belgio). Si convenne di definire i dettagli in un congresso apposito con la partecipazione di Francia, Austria e degli Stati tedeschi (grandi elettori) da tenersi a Rastatt, cittadina del Baden-Württemberg. Gli antichi feudi imperiali in Italia vennero cancellati. Il trattato regolava anche la liquidazione del cessato Ducato di Modena, offrendo al principe fuggiasco delle compensazioni in Brisgovia. I termini del trattato di Campoformido furono confermati quattro anni dopo dal trattato di Lunéville.
Secondo gli storici François Furet e Denis Richet, il trattato fu firmato in realtà a villa Manin, dimora estiva a Passariano di Codroipo dell'ultimo doge, Ludovico Manin. Secondo questa teoria, verrebbe chiamato con il nome del paese alle porte di Udine soltanto perché questo avrebbe dovuto essere il luogo della firma, che sarebbe dovuta avvenire alle ore 17 nella località situata quasi a metà strada tra villa Manin, dove Bonaparte risiedeva dalla fine di agosto, e Udine, sede del comando austriaco. A ridosso dell'ora della firma il generale Bonaparte avrebbe chiesto ancora tempo, dicendo di attendere un corriere da Parigi. Temendo che fosse una mossa per modificare gli accordi, i plenipotenziari austriaci si sarebbero precipitati a villa Manin. Sempre secondo questo racconto Napoleone Bonaparte rassicurò il conte Cobenzl sulle sue buone intenzioni e si scusò per quel disguido, dovuto, a suo dire, alla sua scarsa esperienza diplomatica. Le carte sarebbero quindi state firmate, pur riportando il luogo scelto originariamente.
Secondo la tesi principale, invece, sostenuta da diversi storici tra cui Angelo Geatti, il trattato fu effettivamente firmato nella Casa di Bertrando Del Torre a Campoformido, probabilmente una stazione di posta, oggi sita al numero civico 4 della Piazza del Trattato, nel centro del paese. Presso questa antica abitazione si possono vedere due lapidi che ricordano l'evento volute dall'amministrazione napoleonica. A sostegno di questa tesi la lettera del Marchese di Gallo, Marzio Mastrilli, primo firmatario del Trattato per la legazione austriaca. In una lettera indirizzata al ministro napoletano Acton e datata 18 ottobre 1797, Mastrilli descrive le intere trattative che portarono alla firma e citando testualmente afferma "talché i plenipotenziari non si sono incontrati e riuniti in Campo-formio (luogo terzo) altro che per approvarlo, qui si è fatta la Riconciliazione e l'Abbraccio di Pace". A ulteriore sostegno di questa tesi, il parroco di Campoformido Pietro Mauro lascia un pro-memoria per i posteri, affermando di aver assistito alla firma e di aver prestato il calamaio (il documento è ancora consultabile presso gli archivi parrocchiali di Campoformido). 
Il trattato di Campoformio provocò le proteste di molti patrioti, tra cui Ugo Foscolo, nato sull'isola di Zante, isola facente parte dell'arcipelago delle isole Ionie, che rimase anch'essa sotto il dominio veneziano fino al 1797, i quali accusarono la Francia di commerciare con i popoli un tempo appartenenti alla Repubblica di Venezia, e che il motivo di tale abolizione fosse stata la conquista forzosa di nuovi mercati. In particolare quest'ultimo denunciò gli atti di Bonaparte nel romanzo epistolare Ultime lettere di Jacopo Ortis.

## Potenze contraenti e plenipotenziari che le rappresentano

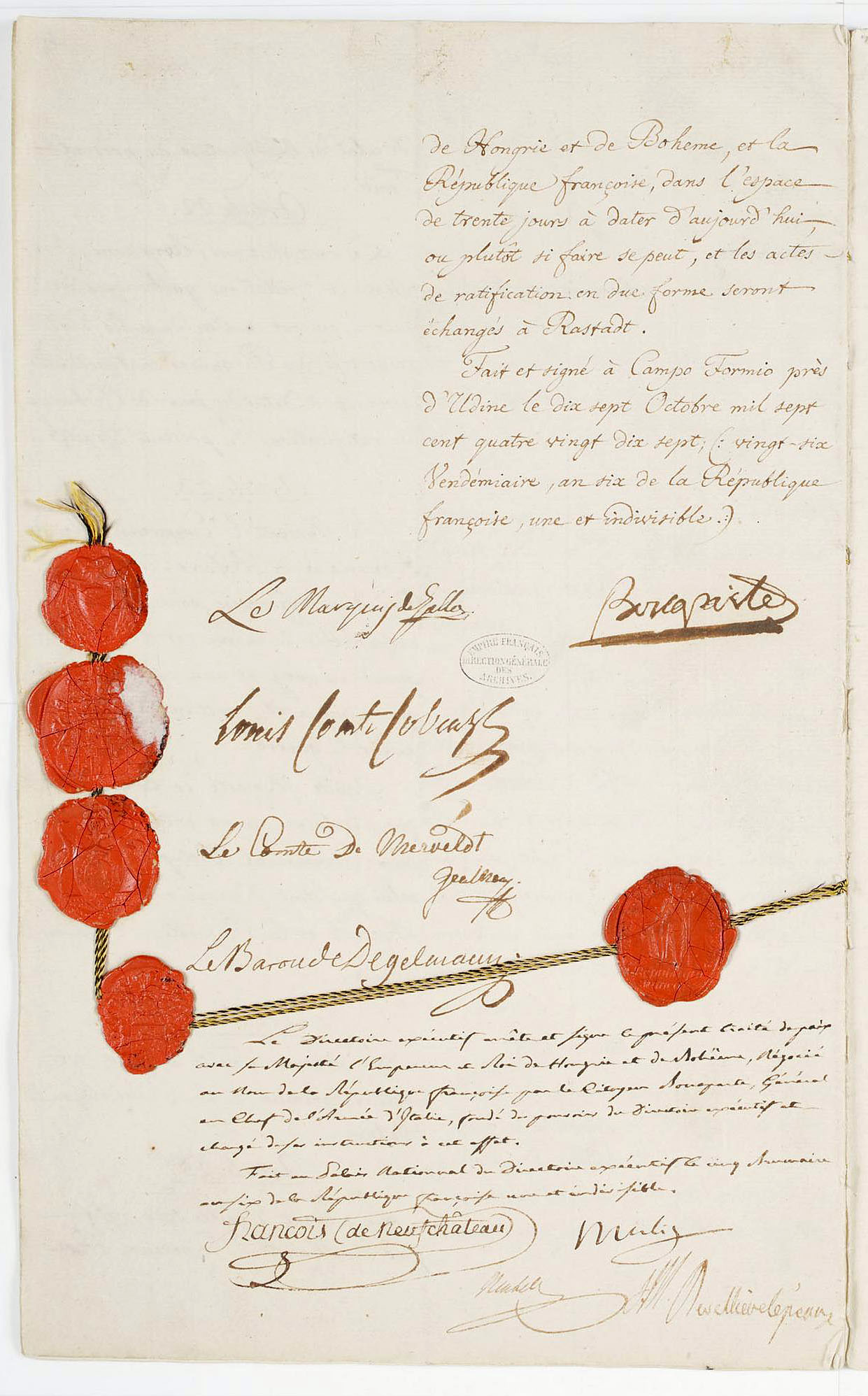
L'originale del trattato di Campoformio (archivi nazionali francesi)

Trattato di pace definitivo concluso fra la Repubblica francese e l'imperatore tedesco (d'Austria dal 1804) Francesco II re di Ungheria e di Boemia (Testo):
Sua Maestà l'imperatore dei Romani, re d'Ungheria e di Boemia e la Repubblica francese, volendo consolidare la pace le cui basi furono poste con i preliminari sottoscritti nel castello di Eckenwald presso Leoben in Stiria il 18 aprile 1797 (29 Germinale, anno 5º della Repubblica francese, una e indivisibile) hanno nominato loro Ministri Plenipotenziari:
Sua Maestà l'imperatore e re, il signor D. Martius Mastrilly, nobile patrizio napoletano, marchese di Gallo, cavaliere dell'Ordine di San Gennaro, gentiluomo di camera di Sua Maestà il Re delle Due Sicilie, e suo ambasciatore straordinario alla corte di Vienna;
Il signor Luigi, conte del Sacro Romano Impero, di Cobentzel, gran croce dell'Ordine reale di Santo Stefano, ciambellano, consigliere di Stato intimo attuale della Suddetta Maestà imperiale e reale apostolica, e suo ambasciatore straordinario presso Sua Maestà Imperiale di tutte le Russie;
Il signor Massimiliano, conte di Merveld, cavaliere dell'Ordine Teutonico e dell'Ordine Militare di Maria Teresa, ciambellano e maggior generale di cavalleria nelle armate della Suddetta Maestà l'imperatore e re; il signor Ignazio, barone di Degelmann, ministro plenipotenziario della Suddetta Maestà presso la Repubblica Elvetica; e la Repubblica francese; Bonaparte, generale in capo dell'armata francese in Italia, i quali, dopo lo scambio dei loro rispettivi pieni poteri, hanno stabilito i seguenti articoli:

### Dichiarazioni di carattere generale
Art. 1º. Ci sarà in futuro e per sempre una pace solida ed inviolabile fra Sua Maestà l'imperatore dei Romani, re d'Ungheria e di Boemia, i suoi eredi e successori e la Repubblica francese. Le parti contraenti presteranno la massima attenzione fra essi e i loro Stati una perfetta intesa, senza permettere sin d'ora e in avanti che nessuna delle due parti commetta alcun tipo di ostilità per terra o per mare, per qualsiasi causa e con qualunque pretesto; e si eviterà attentamente ciò che potrà alterare in avvenire l'accordo felicemente stabilito. Non verrà dato alcun aiuto o protezione, sia direttamente che indirettamente a coloro che vorranno portare pregiudizio alcuno ad una delle parti contraenti.
Art. 2º. Immediatamente dopo lo scambio delle ratifiche di questo trattato, le parti contraenti faranno togliere il sequestro posto su tutti i beni, diritti e frutti dei privati residenti sui rispettivi territori e i paesi che sono qui riuniti, così come gli insediamenti pubblici che ivi sono situati; essi si obbligano a saldare tutti i debiti ad essi prestati dai suddetti privati ed insediamenti pubblici, ed a pagare o rimborsare tutte le rendite costituite a loro profitto su ciascuno di essi. Il presente articolo è dichiarato valido anche per la Repubblica cisalpina.

### I cambiamenti territoriali a favore della Francia
Art. 3º. Sua Maestà l'imperatore dei Romani, re d'Ungheria e di Boemia, rinuncia per sé e per i suoi successori, in favore della Repubblica francese, a tutti i suoi diritti e titoli sulle ex province belghe riconosciute con il nome di Paesi Bassi Austriaci. La Repubblica francese possiederà in perpetuo questi paesi, in tutta sovranità e proprietà, e con tutti i loro beni territoriali che ne dipendono.
Art. 4º. Tutte le dette ipoteche precedenti la guerra sul suolo dei paesi citati ed i cui contratti assumeranno le formalità d'uso, saranno a carico della Repubblica francese. I plenipotenziari di Sua Maestà l'imperatore dei Romani, re d'Ungheria e di Boemia, ne rimetteranno lo stato il più presto possibile al plenipotenziario della Repubblica francese e prima dello scambio delle ratifiche affinché al momento dello scambio le due potenze possano concordare tutti gli articoli esplicativi o addizionali al presente articolo e firmarlo.
Art. 5º. Sua Maestà l'imperatore dei Romani, re d'Ungheria e di Boemia acconsente che la Repubblica francese possieda in tutta sovranità le isole già veneziane del Levante: Corfù, Zante, Cefalonia, San Mauro, Cerigo e le altre isole che ne dipendono così come Butrinto, Larta, Ionizza ed in generale tutte le isole già veneziane ed in generale tutti gli insediamenti già veneziani in Albania, che sono situati a sud del golfo di Lodrino.

### I cambiamenti territoriali a favore dell'Austria
Art. 6º. La Repubblica francese acconsente a che Sua Maestà l'imperatore dei Romani, re d'Ungheria e di Boemia possieda in tutta sovranità e proprietà i paesi qui di seguito menzionati: l'Istria, la Dalmazia, le isole già veneziane dell'Adriatico, le bocche di Cattaro, la città di Venezia, le lagune e i paesi compresi fra gli stati ereditari di Sua Maestà l'imperatore dei Romani, re d'Ungheria e di Boemia, il mar Adriatico, ed una linea che partirà dal Tirolo, seguirà il torrente Gardola, attraverserà il lago di Garda fino a Lacisium (odierna Lazise); di là una linea militare fino a Sangiacomo, offrendo un vantaggio ad entrambe le parti, la quale sarà definita da ufficiali del genio nominati da una parte e dall'altra prima dello scambio delle ratifiche del presente trattato. La linea di demarcazione passerà lungo l'Adige a Sangiacomo, seguirà la riva sinistra di questo fiume fino all'imbocco del Canal Bianco, ivi compresa la parte di Porto Legnago che si trova sulla riva destra dell'Adige con l'arrotondamento di un raggio di tremila tese. La linea continuerà lungo la riva sinistra del Canal Bianco, la riva sinistra del Tartaro, la riva sinistra del Canale, detta la Polisella fino all'imboccatura nel Po, e la riva sinistra del Po Grande fino al mare.

### Il riconoscimento della Repubblica Cisalpina e relativi territori

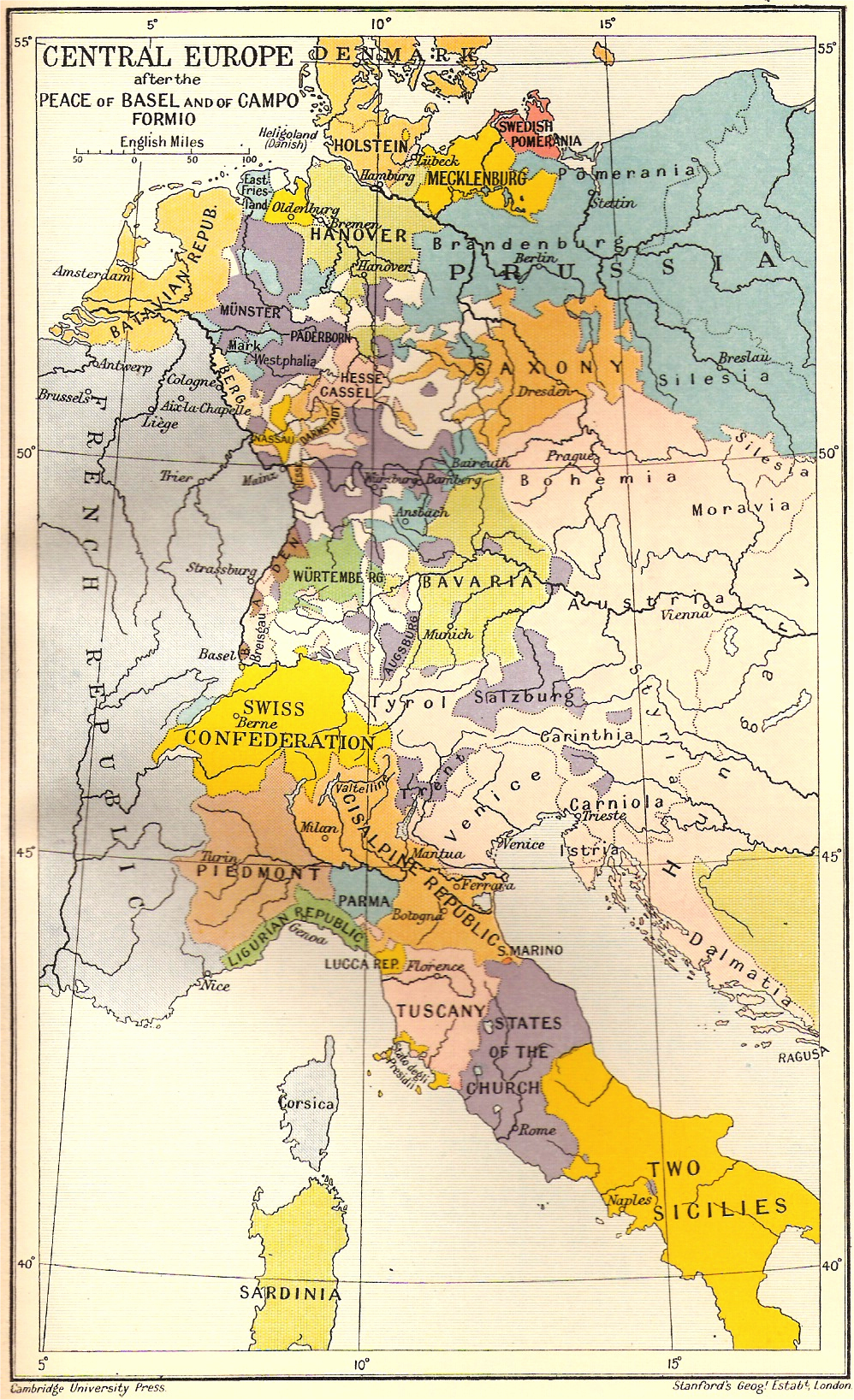
L'Europa centrale dopo il trattato di Campoformio.

Art. 7º. Sua Maestà l'imperatore dei Romani, re d'Ungheria e di Boemia rinuncia in perpetuo, per sé e per i suoi successori ed aventi causa, in favore della Repubblica Cisalpina, a tutti i diritti e titoli derivanti da questi diritti, che la Suddetta Maestà potrà pretendere sui paesi che possedeva prima della guerra, e che fanno ora parte della Repubblica Cisalpina, la quale li possiederà in tutta sovranità e proprietà con tutti i territori che ne dipendono.
Art. 8º. Sua Maestà l'imperatore dei Romani, re d'Ungheria e di Boemia riconosce la Repubblica cisalpina come potenza indipendente. Questa repubblica comprende la ex Lombardia austriaca, il Bergamasco, il Bresciano, il Cremasco, la città-fortezza di Mantova, il Mantovano, Peschiera, la parte degli stati già veneziani ad ovest ed a sud della linea citata nell'art. 6° per la frontiera degli stati di Sua Maestà l'imperatore in Italia, il Modenese, il principato di Massa e Carrara, e le tre legazioni di Bologna, Ferrara e la Romagna.

### Mantenimento delle obbligazioni con il nuovo assetto
Art. 9º. In tutti i paesi ceduti, acquisiti o scambiati con il presente trattato, sarà accordata a tutti gli abitanti e proprietari qualsiasi la rimozione dei sequestri dei loro beni, effetti e rendite, operati a seguito della guerra che ha avuto luogo fra Sua Maestà imperiale e reale e la Repubblica francese, senza che a questo riguardo essi possano essere infastiditi nei loro beni o persone. Coloro che in avvenire vorranno cessare di abitare in questi paesi, saranno tenuti a fare la relativa dichiarazione entro tre mesi dalla pubblicazione del trattato di pace definitivo. Essi avranno un termine di tre anni per vendere i loro beni mobili e immobili o disporne a loro volontà.
Con gli articoli dal 10º al 16º si disciplina la continuità delle obbligazioni contratte dagli abitanti dei paesi che subiscono cambiamenti di sovranità prima della guerra; i diritti di risarcimento dei cittadini che, per effetto della guerra, hanno subito confische o requisizioni da parte degli eserciti; i termini di trasferimento archivi, dei disegni e mappe dei luoghi; l'istituzione e/o ripristino dei trattati commerciali ante guerra; i diritti di libera navigazione nei tratti di corsi d'acqua che costituiscono linea di confine; il ripristino delle comunicazioni; il diritto degli abitanti dei territori che hanno cambiato sovrano a non essere perseguiti personalmente o nei loro beni per le opinioni politiche o l'attività militare svolte durante la guerra.

### Trattamento dei sovrani esautorati dal trattato
Art. 17º. Sua Maestà l'imperatore dei Romani, re d'Ungheria e di Boemia si obbliga a cedere al duca di Modena, quale indennizzo per i territori che questo principe ed i suoi eredi avevano in Italia, il territorio della Bresgovia, che egli possiederà alle stesse condizioni in virtù delle quali possedeva il Modenese.
Le proprietà fondiarie e personali delle Loro Altezze Reali, l'arciduca Carlo e l'arciduchessa Cristina, che sono situate nei paesi ceduti alla Repubblica francese, saranno loro restituiti con l'impegno a venderli entro tre anni. La stessa cosa varrà per le proprietà fondiarie ed i beni personali di Sua Altezza Reale l'arciduca Ferdinando nel territorio della Repubblica cisalpina.

### Il Congresso di Rastatt
Art. 20º. Si terrà a Rastatt un congresso unicamente composto dai plenipotenziari dell'impero germanico e da quelli della Repubblica francese per la pacificazione fra le due potenze. Questo congresso sarà aperto entro un mese dalla firma del presente trattato o ancor prima se possibile.

### Sistemazione dei prigionieri di guerra ed altre clausole formali
Con l'art. 21º si disciplina la liberazione a breve (40 gg.) di prigionieri di guerra ed ostaggi eventuali. Con l'art. 21º si decide la fine delle forniture di guerra, con il 22º ed il 23º si definisce il cerimoniale e l'etichetta da seguire fra gli stati belligeranti e quelli con la repubblica Cisalpina. L'art. 24º estende le clausole del trattato alla Repubblica batava. Seguono le clausole finali di conclusione del trattato e l'elenco dei firmatari.

## Clausole segrete
Al trattato furono aggiunte alcune clausole segrete con le quali:
- L'imperatore si impegnava a non sostenere gli Stati dell'Impero germanico se le rispettive diete avessero rifiutato la cessione alla Francia dei territori sulla riva sinistra del Reno.
- I principi che avrebbero perso i loro possessi sulla riva sinistra del Reno sarebbero stati indennizzati.
- Veniva assicurata la libera navigazione sul Reno e sulla Mosa.
- La Francia accettava l'acquisizione di Salisburgo da parte dell'Austria e la cessione a favore della medesima da parte della Baviera dell'Innwirtel e della città di Wasterbourg.
- L'Austria avrebbe ceduto alla Svizzera il Frichthal.
- La Francia consentiva a contenere gli Stati prussiani entro la Mosa e il Reno.

## Citazioni
(François-René de Chateaubriand, Memorie d'oltretomba, Tomo 2, Libro L14, capitolo 7.)
She must espouse the everlasting Sea.
And what if she had seen those glories fade,
Those titles vanish, and that strength decay;
Yet shall some tribute of regret be paid
When her long life hath reached its final day:
Men are we, and must grieve when even the Shade
Of that which once was great is passed away..»
Dovette sposare l’eterno Mare.
E sebbene abbia visto questa Gloria impallidire 
I titoli svanire e tutto il potere decadere

Tuttavia il tributo al dolore va pagato
Quando la sua lunga vita giunge al giorno finale
Uomini siamo e dobbiamo piangere quando anche l’ombra
di chi fu Grande è svanita lontano»
(William Wordsworth, On the Extinction of the Venetian Republic)